# 바비 조 앤 더 아웃로
바비 조 앤 더 아웃로(Bobbie Jo and the Outlaw)는 미국에서 제작된 마크 L. 레스터 감독의 1976년 범죄, 드라마 영화이다. 마르조 고트너 등이 주연으로 출연하였고 마크 L. 레스터 등이 제작에 참여하였다.

## 출연

### 주연
- 마르조 고트너
- 린다 카터

### 조연
- 제스 빈트
- 메리 린 로스
- 벨린다 발라스키
- 페기 스튜어트
- 게리트 그라함
- 존 더렌
- 버질 프라이
- 제임스 가먼